# 4-Аминофенол
4-Ами́нофено́л (парааминофенол, 4-амино-1-оксибензол, уст. параамидофенол) — ароматическое органическое соединение, представитель одноатомных фенолов, в молекуле которого один из атомов водорода, находящийся в пара- положении, замещён на аминогруппу. Имеет химическую формулу H2NC6H4OH. Обладает проявляющими свойствами, входит в составы многих чёрно-белых проявителей, наиболее известным из которых является «Родинал».
Торговые названия:
- урзол коричневый (в красильной промышленности).
- кодело́н (Eastman Kodak, США) — гидрохлорид 4-аминофенола, парааминофенол солянокислый, CAS 51-78-5[1].

## История
В качестве проявляющего вещества для фотографии парааминофенол впервые был предложен Момме Андресеном в 1888 году. Немногим позже, в 1891 году им же, а также братьями Люмьер изучались различные проявляющие составы на его основе.

## Физические и химические свойства
Бесцветные кристаллы, на воздухе и в водных растворах разлагающиеся сперва до тёмно-коричневого, затем и до чёрного цвета. Растворим в воде (1,1 г / 100 г при 0 °С) и спирте (4,4 г / 100 г при 0 °С). Температура плавления — 186 °С, температура вспышки — 500 °С. Молярная масса — 109,14 г/моль.
Из-за быстрого разложения основания для фотографического проявления чаще применяют солянокислую и сернокислую соли 4-аминофенола, также применение солей вместо основания улучшает растворимость. Проявлять начинает при pH >= 9,35.
Основание 4-аминофенола, тем не менее, хорошо растворимо в растворах сильных щелочей, например, гидроксида натрия, в растворе при этом образуется натриево-фенолятная соль. Этим пользуются для приготовления сильных концентратов проявителя.
Проявители на основе 4-аминофенола дают чистое изображение без вуали даже при очень щелочном уровне pH, либо при обработке при высоких температурах. Такие свойства позволяют разрабатывать проявляющие составы для тропических условий, либо других фотографических процессов, где применяется высокотемпературная обработка. Несмотря на высокую защищённость растворов от окисления кислородом воздуха, при высокой щёлочности концентрата все равно необходимо использовать сохраняющие вещества.
В проявителях 4-аминофенол можно комбинировать с гидрохиноном, получая эффективные составы для различных применений, при этом одно из наиболее важных достоинств таких рецептов — низкая аллергенность.

### Производные
Братья Люмьер совместно с Альфонсом Сейвитцем выяснили, что замена водорода в -OH группе на алкильные группы, например на метильную, приводит к полной потере проявляющей способности, но при этом такая замена одного или двух водородов в аминогруппе даёт очень хорошие проявляющие вещества. Наиболее важным из этих производных стал метол, применяющийся обычно в форме сернокислой соли.
- Метол

## Получение
Получают:
- восстановлением 4-нитрофенола при помощи цинковой пыли[8];
- омылением 4-нитрохлорбензола в растворе щёлочи и дальнейшем восстановлении нитрогруппы при помощи сульфида натрия[5];
- из гидрохинона с аммиаком или хлоридом аммония в автоклаве под давлением[9]:

{\displaystyle C_{6}H_{4}(OH)_{2}+NH_{3}\longrightarrow H_{2}NC_{6}H_{4}OH+H_{2}O}
- из 4-хлорфенола с аммиаком с использованием сульфата меди в качестве катализатора при 140 °C в автоклаве[9]:

{\displaystyle ClC_{6}H_{4}OH+2NH_{3}{\overset {Cu_{2}SO_{4}}{\longrightarrow }}H_{2}NC_{6}H_{4}OH+NH_{4}Cl}

## Применение
Используется как компонент красителей для меха, чёрно-белый проявитель в фотографии.
Важный реактив для органического синтеза, из которого, в частности, получают другие проявляющие вещества: метол, параоксифенилглицин, амидол, а также сернистые красители.

## Безопасность
Вызывает дерматиты.